# Воля-Сплавецька
Воля-Сплавецька (пол. Wola Spławiecka) — село в Польщі, у гміні Клечев Конінського повіту Великопольського воєводства.
Населення — 141 особа (2011).
У 1975-1998 роках село належало до Конінського воєводства.

## Демографія
Демографічна структура станом на 31 березня 2011 року:
|          | Загалом | Допрацездатний вік | Працездатний вік | Постпрацездатний вік |
| -------- | ------- | ------------------ | ---------------- | -------------------- |
| Чоловіки | 72      | 12                 | 46               | 14                   |
| Жінки    | 69      | 14                 | 37               | 18                   |
| Разом    | 141     | 26                 | 83               | 32                   |